# Gornja Trešnjevica
Gornja Trešnjevica (izvirno srbsko Горња Трешњевица) je naselje v Srbiji, ki upravno spada pod Občino Aranđelovac; slednja pa je del Šumadijskega upravnega okraja.

## Demografija
V naselju živi 495 polnoletnih prebivalcev, pri čemer je njihova povprečna starost 47,1 let (45,9 pri moških in 48,5 pri ženskah). Naselje ima 211 gospodinjstev, pri čemer je povprečno število članov na gospodinjstvo 2,76.
To naselje je, glede na rezultate popisa iz leta 2002, skoraj popolnoma srbsko.
|  |

| Demografija | Demografija     | Demografija     |
| Leto        | Št. prebivalcev | Št. prebivalcev |
| ----------- | --------------- | --------------- |
|             |                 |                 |
|             |                 |                 |
|             |                 |                 |
|             |                 |                 |
| 1948        | 1546            |                 |
| 1953        | 1497            |                 |
| 1961        | 1438            |                 |
| 1971        | 1159            |                 |
| 1981        | 943             |                 |
| 1991        | 704             | 655             |
| 2002        | 621             | 583             |
|             |                 |                 |

| Etnična sestava po popisu iz leta 2002 | Etnična sestava po popisu iz leta 2002 | Etnična sestava po popisu iz leta 2002 | Etnična sestava po popisu iz leta 2002 | Etnična sestava po popisu iz leta 2002 |
| -------------------------------------- | -------------------------------------- | -------------------------------------- | -------------------------------------- | -------------------------------------- |
| Srbi                                   | Srbi                                   |                                        | 578                                    | 99,14%                                 |
| Jugoslovani                            | Jugoslovani                            |                                        | 1                                      | 0,17%                                  |
| Neznano                                | Neznano                                |                                        | 3                                      | 0,51%                                  |